# Teresva
Teresva (ukrainien : Тересва) est une commune urbaine de l'oblast de Transcarpatie, en Ukraine. Elle compte 7 547 habitants en 2021.